# 太田孝
太田 孝（おおた たかし、1944年3月14日 - 2015年1月19日）は日本の実業家、学術博士。近畿日本ツーリスト（現KNT-CTホールディングス）代表取締役社長、東海大学教授、横浜市立大学客員教授などを務めた。

## 人物・経歴
三重県生まれ。1962年三重県立伊勢高等学校卒業。1966年横浜市立大学文理学部卒業、近畿日本ツーリスト入社。営業や旅行企画を担当したのち、1998年人事部長。1999年取締役。2003年常務取締役。
2004年から代表取締役社長を務め、2008年には店頭販売事業を統合してKNTツーリストを設立した。2008年相談役。
2010年東海大学観光学部教授。2013年横浜市立大学大学院都市社会文化研究科博士後期課程修了。論文「昭和前半期における修学旅行と旅行文化」で博士（学術）の学位を取得。その後は横浜市立大学客員教授なども務めた。
2015年1月19日、原発不明がんのため品川区の病院で死去。70歳没。

## 著書
- 『昭和戦前期の伊勢参宮修学旅行と旅行文化の形成』古今書院 2015年